# Deuteronomio
(Deuteronomio 31:6,8)

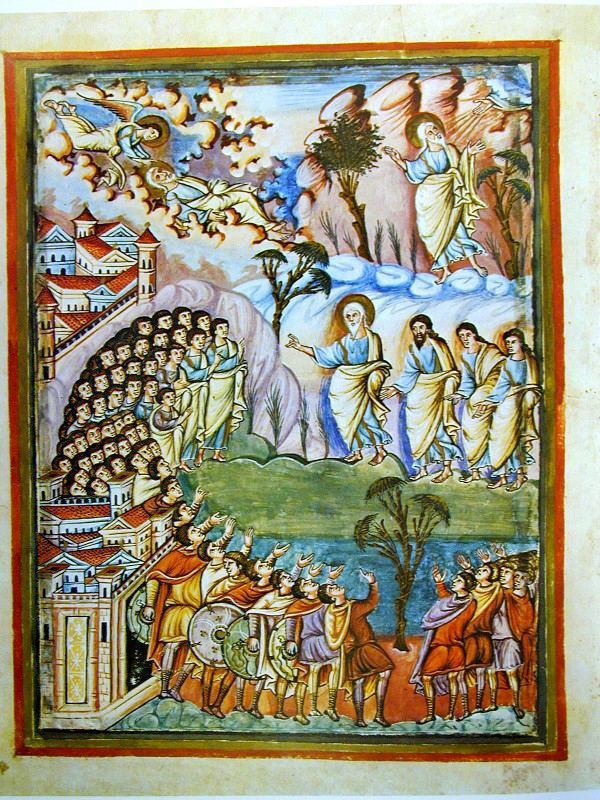
Copertina del Deuteronomio nella cosiddetta "Bibbia di San Paolo"

Il Deuteronomio (in ebraico דברים‎?, devarìm, "parole", dall'incipit; in greco antico: Δευτερονόμιον?, deuteronòmion, "seconda legge", per il compendio, la ripetizione di leggi già presenti in Esodo ed in genere di quanto scritto sul Pentateuco, nei primi Libri della Torah scritta; in latino Deuteronomium) o Quinto Libro di Mosè è il quinto libro della Torah ebraica e della Bibbia cristiana. È scritto in ebraico e, secondo l'ipotesi maggiormente condivisa dagli studiosi, la sua redazione definitiva, ad opera di autori ignoti, è collocata al VI-V secolo a.C. in Giudea, sulla base di precedenti tradizioni orali e scritte, in particolare della cosiddetta fonte deuteronomista del VII secolo a.C. (vedi Ipotesi documentale). 
È composto da 34 capitoli descriventi la storia degli Ebrei durante il loro soggiorno nel deserto del Sinai (circa 1200 a.C.) e contiene varie leggi religiose e sociali.

## Origine del nome
Il canone ebraico chiama il libro, dalle prime parole utilizzate nel testo masoretico, Devarim דברים ("parole"), derivato dall'incipit "Eleh ha-devarim" ("Queste sono le parole").
Nella versione greca dei Septuaginta è chiamato Δευτερονόμιον (Deuteronómion) nella Vulgata Deuteronomium.
L'origine del termine greco deriva verosimilmente dalla traduzione delle parole ebraiche mišnêh hat·tō·w·rāh haz·zōṯ 17,18, rese in greco con τὸ Δευτερονόμιον τοῦτο (tò Deuteronómion to*to, "la ripetizione della legge"). Il re era tenuto a crearsi una copia della legge mosaica, il cui originale era custodito dai Leviti, per rileggerla e meditarla per tutti i giorni della sua vita.

## Introduzione
Dopo la Prima Legge, data da Dio sul Sinai, il Deuteronomio (Deuteros nomos) si presenta come la "Seconda Legge"(nome greco), la nuova Legge che Mosè consegna al popolo poco prima di morire. Questi nuovi precetti sono orientati a regolare la vita stabile, sedentaria, che di lì a poco il popolo d'Israele avrebbe iniziato all'arrivo alla Terra Promessa.
Ciò nonostante, queste leggi sono stilate con grande affetto, animando il compimento della Legge con motivi teologici.

## Formazione
Secondo la tradizione ebraica e molte confessioni religiose cristiane più legate alla lettera del testo biblico, il libro del Deuteronomio sarebbe stato scritto da Mosè in persona.
La maggioranza degli esegeti moderni ritiene che tutto il Pentateuco sia in realtà una raccolta, formatasi in epoca post-esilica, di vari scritti di epoche diverse.
Secondo questa teoria, nota come ipotesi documentaria, la composizione letteraria dei cinque libri sarebbe avvenuta nel corso dei secoli fino alla redazione del documento sacerdotale, che avrebbe inglobato versioni precedenti elaborate dalla tradizione Jahwista ed Elohista.
Per quanto riguarda il Deuteronomio almeno la parte centrale, denominata Codice deuteronomico, è ascrivibile all'VIII-VII secolo a.C., nel contesto della conquista assira ed alla seguente riforma di Giosia.

## Struttura e contenuto
Il libro del Deuteronomio consiste principalmente di tre discorsi che sarebbero stati pronunciati da Mosè, poco prima della sua morte, agli Israeliti nella piana del Moab.
- Il primo discorso 1-4[4] è una ricostruzione storica, che ricapitola gli eventi principali dei quarant'anni trascorsi dall'uscita dall'Egitto, con l'esortazione del patriarca all'obbedienza ai dettami del Dio dei padri.

- Il secondo discorso 5-26[5], che occupa la parte centrale del libro, è costituito di due sezioni. La prima di queste 5-11[6] è di fatto una seconda introduzione, basata principalmente sui Dieci Comandamenti dettati sul Monte Sinai. La seconda parte 12-26[7] è il cosiddetto Codice Deuteronomico, formato da una serie di mitzvot ("dettami"). Questa sezione è costituita in gran parte da leggi, ammonizioni ed ingiunzioni relative alla condotta che il popolo eletto deve osservare per entrare in Canaan, la terra promessa da Dio.[8]

- Il discorso conclusivo 27-30[9] è rivolto quasi interamente alle solenni disposizioni della legge divina, adempiendo alle quali è garantita la prosperità futura del popolo. Solamente coloro che osserveranno i comandamenti e si uniformeranno fedelmente all'alleanza stipulata tra loro e Yahweh potranno godere delle benedizioni promesse.

Gli ultimi capitoli sono dedicati alla benedizione di Mosè alle Dodici tribù di Israele (33) , alla sua morte e sepoltura, al lutto degli Israeliti ed alla figura di Giosuè, a cui è affidato il compito di portare il popolo eletto nella terra promessa.

## Il genere letterario delberit
Il libro presenta importanti analogie con il genere letterario del contratto in uso presso gli Ittiti e gli Assiri, elemento che contribuisce alla datazione del Pentateuco.
La parola ebraica berit, che in ebraico è di genere femminile, significa: "contratto", "patto", "alleanza". Presso gli Ittiti e gli Assiri, il contratto fra un signore e il suo vassallo era composto da:
- titolatura: si identificano i contraenti;
- prologo storico: elenca i benefici concessi dal re al suo servitore;
- comando o ingiunzione principale: parte prevalente del testo, indica l'obbligo di fedeltà e il divieto per il servitore di contrarre patti con altri signori;
- stipulazioni o ingiunzioni secondarie: obblighi del servitore nei confronti del signore e della terra da amministrare;
- invocazione dei testimoni: nelle fonti extrabibliche sono gli dèi delle rispettive nazioni, mentre per la Bibbia è il Dio di Israele;
- benedizioni e maledizioni: è il giuramento di fedeltà al patto che prevede la benedizione divina per chi lo osserva e la maledizione per i trasgressori;
- clausole finali: inerenti la preservazione del documento scritto del patto, e la sua lettura pubblica periodica.[12]

In analogia con questo genere letterario, nel Deuteronomio, il Signore non è mai nominato da solo, ma è sempre "il tuo Dio" o "il vostro Dio" (titolatura). Il Dio di Israele (Dt 7,7-16) pretende un'adorazione esclusiva e vieta di adorare altre dèi come signori (stipulazione principale). Segue tutta la legge del Deuteronomio (stipulazioni secondarie). Mosè invoca come testimoni le steli di testimonianza (Deuteronomio 27,1-8) e soprattutto la formula: "Io chiamo oggi a testimoni il cielo e la terra" (Deuteronomio 4,26; 30,19; 31,28). Alle benedizioni e maledizioni (Deuteronomio 28) seguono le norme per la conservazione della Legge: affidata ai Leviti, deposta accanto all'Arca dell'Alleanza, detta anche "arca del patto (aron ha-berit) e letta pubblicamente a Israele ogni sette anni in occasione della festa autunnale delle Capanne (Deuteronomio 31,9-13.24-26).
Tuttavia, il patto tra Dio e il popolo eletto presenta anche delle forti divergenze rispetto ai contratti degli altri popoli: l'immensa distanza ontologica tra Dio, Signore e re, e i suoi servitori; l'assenza di sottomissione del servitore, che è prescelto anche se è il meno numeroso del pianeta, è amato dal Signore (Deuteronomio 7,7-16) che lo libera dalla schiavitù d'Egitto (Libro dell'Esodo) e lo conduce nella Terra Promessa.

## Le comunità di fronte al crimine
Il seguente brano stabilisce come i membri della comunità debbano comportarsi di fronte a diversi crimini.
L'empietà è punita con la morte per lapidazione, una forma di morte pura, perché non contamina l'uccisore con il contatto. La lapidazione è una sanzione diffusa in molte società antiche e trova applicazione soprattutto in contesti rituali e in caso d'infrazioni religiose. In questo brano tutto il popolo è chiamato a lapidare il colpevole: la comunità si libera del male senza contaminarsi. La giustizia è ancora espressione diretta di tutta la comunità e non è mediata da specialisti, come giudici o esecutori.
D'altra parte è già presente un elemento giuridico più complesso che individua delle garanzie per l'accusato: si può procedere a una condanna a morte solo con due testimoni. Altri crimini, come l'omicidio, sono invece sottratti alla vendetta privata o al giudizio popolare: il testo specifica che è necessario interpellare i sacerdoti e i giudici. L'amministrazione della giustizia interessa quindi anche l'ambito religioso. Il brano conferma la centralità sociale dei sacerdoti nella cultura ebraica antica: